# Michael Dittrich (Dirigent)
Michael Dittrich ist ein österreichischer Dirigent, Musikpädagoge und Geiger.

## Werdegang
Dittrich studierte an den Musikakademien von Detmold und Wien Violine. Er war als Student Konzertmeister und stellvertretender Dirigent des Tübinger Kammerorchesters und seit 1970 Mitglied der Wiener Sinfoniker. Er wurde dann Schüler des Dirigenten Hans Swarowsky. Seine weiteren Lehrer waren in Wien Karl Österreicher, Otmar Suitner und Josef Mertin und in Italien Franco Ferrara und Carlo Maria Giulini. Er dirigierte Orchester in der Tschechischen Republik, Dänemark, Frankreich, Deutschland, Ungarn, Italien, Japan, den Niederlanden, Polen, Russland, der Slowakei, Schweden und der Schweiz und wurde 1992 Erster Gastdirigent der Philharmonie Stettin. 1977 gründete er Bella Musica, ein Ensemble für historische Aufführungspraxis, mit dem er Tourneen durch Europa und Amerika unternahm. 2013 lud ihn das Jerusalem Symphony Orchestra zu einem Gastdirigat ein. Für seine CD-Einspielungen erhielt Dittrich mehrere Preise, darunter den Grand Prix du Disque und den Diapason d’or. 2000 erhielt er das Goldene Ehrenkreuz für Wissenschaft und Kunst. Seit 2006 ist er Vizepräsident der Wiener Meisterkurse.